# Massimiliano Alto
Massimiliano Alto (Roma, 25 marzo 1973) è un doppiatore e direttore del doppiaggio italiano.

## Biografia
Massimiliano Alto è figlio di Luciano Alto (voce radiofonica e doppiatore) e Ughetta Lanari (speaker e doppiatrice), nonché nipote di Beatrice Margiotti (doppiatrice).
Inizia la sua carriera nel 1977, a soli 4 anni, insieme ad un gruppo di bambini che partecipano al programma Sesamo apriti. A 5 anni doppia il suo primo attore, George McFarland nella serie Simpatiche canaglie e Paris Themmen nel ridoppiaggio di Willy Wonka e la fabbrica di cioccolato.
All'età di dodici anni, a causa di problemi personali fra cui la perdita del padre, si ritrova a fare soltanto turni di brusìo. Questa fase si interrompe quando Renzo Stacchi gli offre l'opportunità di doppiare Aladdin, protagonista dell'omonimo film animato Disney, che lo consacra definitivamente nel mondo del doppiaggio. Oltre a lavorare ad altre produzioni Disney, come nei seguiti Il ritorno di Jafar e Aladdin e il re dei ladri, in cui esegue anche le parti cantate, Alto doppia attori in prodotti sia cinematografici che televisivi, tra i quali Casey Affleck in Manchester by the Sea, Sean Astin nella trilogia de Il Signore degli Anelli e Tom Hulce nel ridoppiaggio di Amadeus, e personaggi di cartoni animati e anime, tra cui Porky Pig (dal 1999 al 2022), Yakko in Animaniacs, Ranma Saotome in Ranma ½ (versione integrale), Inuyasha in Inuyasha (1ª stagione e The Final Act), Duncan e Fanboy in Freakazoid, Lelouch Vi Britannia in Code Geass: Lelouch of the Rebellion, Titeuf nella serie omonima e Justin in A tutto reality.
Dopo essere stato direttore del doppiaggio della serie The Osbournes, abbandona in parte l'attività come doppiatore per dedicarsi alla nuova professione. Essendo difficile svolgere entrambi i lavori, infatti, la sua voce è stata sostituita in E.R. - Medici in prima linea e in Una mamma per amica. Alto ha studiato musica dall'età di 12 anni, prendendo lezioni di chitarra classica e composizione con il pianoforte. Nel 1997, con il suo gruppo chiamato Web (poi Emily) ha vinto il premio nella categoria miglior esordienti al festival di Sanremo Rock. Nel 2008 è stato membro del gruppo The M3ga. Dal 2013 fa parte della band The Public Radar, sempre in qualità di prima voce e chitarrista. Alto è anche la voce dei promo dell'emittente radiofonica Discoradio.

## Doppiaggio

### Film
- Emile Hirsch in Alpha Dog, Into the Wild - Nelle terre selvagge, Milk, Motel Woodstock, Killer Joe, Le belve, Lone Survivor
- Justin Bartha ne Il mistero dei Templari - National Treasure, Il mistero delle pagine perdute - National Treasure, Una notte da leoni, The Rebound - Ricomincio dall'amore, Una notte da leoni 2, Una notte da leoni 3
- Casey Affleck in L'assassinio di Jesse James per mano del codardo Robert Ford, The Killer Inside Me, Interstellar, Manchester by the Sea, Old Man & the Gun, Oppenheimer,The Instigators
- Taika Waititi in Thor: Ragnarok, Avengers: Endgame, The Suicide Squad - Missione suicida, Free Guy - Eroe per gioco, Thor: Love and Thunder
- Sean Astin ne Il Signore degli Anelli - La Compagnia dell'Anello, Il Signore degli Anelli - Le due torri, Il Signore degli Anelli - Il ritorno del re
- Simon Rex in Scary Movie 3 - Una risata vi seppellirà, Scary Movie 4, Scary Movie V
- Eminem in 8 Mile, Funny People, The Interview
- Eric Mabius in Fuga dalla scuola media, Ali bruciate
- Aaron Paul in Smashed, Codice 999
- Gael García Bernal in Amores perros, I diari della motocicletta
- Seann William Scott in Hazzard, Comic Movie
- Diego Luna in Y tu mamá también - Anche tua madre, The Terminal
- Cam Gigandet in Twilight, Priest
- Jeremy Davies in The Million Dollar Hotel, Dogville
- Ryan Guzman in Step Up Revolution, Step Up: All In
- Gregory Sporleder in Black Hawk Down - Black Hawk abbattuto
- Bradley Cooper in Yes Man
- Jonny Lee Miller in Hackers
- Will Smith in I dannati di Hollywood
- Philip Seymour Hoffman in Scent of a Woman - Profumo di donna
- Devon Sawa in Fuori di cresta
- Jason Biggs in La ragazza del mio migliore amico
- Sam Huntington in Dylan Dog - Il film
- Luke Evans in Tamara Drewe - Tradimenti all'inglese
- Jason Mewes in Zack & Miri - Amore a... primo sesso
- River Phoenix in Stand by Me - Ricordo di un'estate
- Courtney Gains in Playboy in prova
- Corey Feldman in Ragazzi perduti
- Jamie Bell in Defiance - I giorni del coraggio
- Jon Abrahams in Ti presento i miei
- Nick Stahl in Sin City
- Vincent Kartheiser in Delitto + castigo a Suburbia
- Adam Pascal in School of Rock
- Peter Facinelli in The Big Kahuna
- Fredro Starr in Save the Last Dance
- Zane Holtz in Noi siamo infinito
- Tom Hulce in Amadeus (2ª edizione)
- Paris Themmen in Willy Wonka e la fabbrica di cioccolato[2] (ridoppiaggio 1984)
- Ralph Peterberg in Come ammazzare il capo... e vivere felici
- Chad Knowchuk in L'uomo d'acciaio
- Mark Dacascos in Solo la forza
- Eric Ladin in La ragazza della palude

### Film d'animazione
- Aladdin in Aladdin (solo parte parlata), Il ritorno di Jafar, Aladdin e il re dei ladri, Topolino & i cattivi Disney
- Mortino in Madagascar, Madagascar 2, Madagascar 3 - Ricercati in Europa, I pinguini di Madagascar
- Trunks da adulto in Dragon Ball Z - I tre Super Saiyan  (primo doppiaggio), Dragon Ball Z - Il Super Saiyan della leggenda  (primo doppiaggio), Dragon Ball Z - La minaccia del demone malvagio  (primo doppiaggio), Dragon Ball Z - La storia di Trunks (primo doppiaggio)
- Ranma Saotome in Ranma ½: Le sette divinità della fortuna, Ranma ½: La sposa dell'isola delle illusioni, Ranma contro la leggendaria fenice
- Porky Pig in Looney Tunes: Back in Action, Space Jam: New Legends
- Kuzco in Il bianco Natale di Topolino - È festa in casa Disney, Le follie di Kronk
- Wreck-Gar, Radiorobot e Tigre in Transformers - The Movie (2ª edizione)
- Buddy in Boog & Elliot 2
- Red cucciolo in Red e Toby nemiciamici
- Johnny ne Il vento dell'Amnesia
- Hyp ne Alla ricerca della valle incantata III
- Kom in Scimmie come noi
- Garrett in La spada magica - Alla ricerca di Camelot
- Ronnie in Cani miliardari
- Kaltag in Balto
- Chip in Tom & Jerry e l'anello incantato
- Charlie in Monsters & Co.
- Buck in Mucche alla riscossa
- Gary Johnston in Team America: World Police
- Davey (canto) in Otto notti di follie
- Ham III in Space Chimps - Missione spaziale
- Cappellaccio e Yuri adulto in Zero Zero
- Joe Ruspante in Surf's Up - I re delle onde
- Alfredo Linguini in Ratatouille
- Zeng in Kung Fu Panda
- Grugno, il bufalo in Animals United
- Glar in Planet 51
- Flynn Rider (canto) in Rapunzel - L'intreccio della torre
- Bomba in Epic - Il mondo segreto
- Titeuf in Titeuf - Il film
- Eddie Noodleman in Sing
- Percy Patterson in Smallfoot - Il mio amico delle nevi
- Gatto Chobi in Lei e il gatto (Lei e il suo gatto)
- Narratore in Tiffany e i tre briganti
- Kyōsuke Kasuga in Orange Road The Movie: ...e poi, l'inizio di quella estate... (doppiaggio Dynamic Italia)
- Glenn ne La famiglia Addams
- Lucky Bat (voce) in Pupazzi alla riscossa
- Kaworu Nagisa in Neon Genesis Evangelion: The Feature Film
- Rollo (adulto) in La principessa sul pisello
- Principe Panish in Lupin III - Trappola mortale
- Fan Boy in Thelma l'unicorno
- Tentomon in Digimon Adventure: Last Evolution Kizuna
- Mo Morrison in Lightyear - La vera storia di Buzz
- Ky in Entergalactic
- Marshmallow in IF - Gli amici immaginari
- ambasciatore Helix in Elio

### Serie televisive
- Scott Foley in Felicity, Scrubs - Medici ai primi ferri
- Adam Huber in Dynasty
- Brian Krause in Streghe
- Dominic Monaghan in Lost
- Bradley Cooper in Alias
- Milo Ventimiglia in Una mamma per amica (1ª voce)
- Sharif Atkins e Ewan McGregor in E.R. - Medici in prima linea
- Cirroc Lofton in Star Trek: Deep Space Nine
- Eddie Malavarca in Oz
- George McFarland in Simpatiche canaglie
- Eric Christian Olsen in Brothers & Sisters - Segreti di famiglia
- Brian Geraghty in Law & Order - I due volti della giustizia
- Justin Bartha in Il mistero dei Templari - La serie

### Serie animate
- Porky Pig in Looney Tunes e Merrie Melodies (edizione 2003), The Looney Tunes Show, New Looney Tunes
- Justin in A tutto reality - L'isola, A tutto reality - Azione!, A tutto reality - Il tour
- Aladdin in Aladdin, House of Mouse - Il Topoclub
- Kuzco in A scuola con l'imperatore, House of Mouse - Il Topoclub
- Inuyasha in Inuyasha (episodi 1-26), Inuyasha: The Final Act
- Kurz Weber in Full Metal Panic!, Full Metal Panic? Fumoffu
- Lelouch Vi Britannia in Code Geass: Lelouch of the Rebellion, Code Geass: Akito the Exiled
- Duncan Douglas e Fanboy in Freakazoid!
- Qua in DuckTales
- Candy in Space Goofs - Vicini, troppo vicini! (2ª edizione)
- Yakko Warner in Animaniacs
- Brian “Head” Welch in South Park (episodio 3x12)
- Fiocco in Jake e i pirati dell'Isola che non c'è
- Jimmy Olsen in Superman
- Mortino ne I pinguini di Madagascar
- Jimbo in Baby Boss - Di nuovo in affari
- Numero 2 (1ª voce) in Nome in codice: Kommando Nuovi Diavoli
- Flipper (ep. 1-26) in Flipper & Lopaka
- Zeng in Kung Fu Panda - Mitiche avventure
- Moza ne Le nuove avventure di Ocean Girl
- Quasimodo in Quasimodo
- Titeuf in Titeuf
- Menlo	in Ricreazione
- Chuckie Chan in Polli Kung Fu
- Brandon (1ª voce) in Winx Club
- Tentomon e le sue evoluzioni in Digimon Adventure
- Lucemon Chaos Mode in Digimon Frontier
- Gale in Guru Guru - Il girotondo della magia
- Hernan Strauss in Holly e Benji - Due fuoriclasse
- Bob Denver in Che campioni Holly e Benji!!!
- Kyōsuke Kasuga in Orange Road/Capricciosa Orange Road (doppiaggio Dynamic Italia)
- Ranma Saotome in Ranma ½
- Sakon in Gaiking il robot guerriero
- Volcan in Lo stregone Orphen
- Yakumo Fuji in 3x3 occhi
- Akito Tenkawa in Mobile Battleship Nadesico
- Tasuki in Fushigi yûgi
- Hiroshi in Queen Emeraldas
- Wan in K.O. Century Beast III
- Daisaku in Giant Robot - Il giorno in cui la Terra si fermò
- Ryu in RG Veda
- Yugo in Alita l'angelo della battaglia
- Yue Kato in Angel Sanctuary
- Kaworu Nagisa in Neon Genesis Evangelion
- Hideaki Asaba ne Le situazioni di Lui & Lei
- Iwata in Excel Saga
- Hige in Wolf's Rain
- Tenchi Masaki in Shin Tenchi muyō!
- Nino in Cuore
- Kuzco in A scuola con l'imperatore
- Poliziotto in FLCL
- Lino (2ª voce) ne Le Superchicche
- Twipsy in Twipsy
- Agente Oso in Agente Speciale Oso
- Quam in Capitan Planet e i Planeteers
- Dane in Deltora Quest
- Zip in Tomb Raider - La leggenda di Lara Croft[3]

### Videogiochi
- Aladdin in Aladdin: La vendetta di Nasira[4], Disneyland Adventures[5] e Disney Infinity 2.0 (2014)[6]
- Sindri in God of War[7], God of War Ragnarök
- Droide della sicurezza (voce maschile) in Star Wars Jedi: Fallen Order,[8] Star Wars Jedi: Survivor[9]
- Samvise Gamgee ne Il Signore degli Anelli: L'avventura di Aragorn
- Specter, Pipotchi e Scimmia Bianca in Ape Escape 2[10]
- Kuzco ne Le follie dell'imperatore[11]
- Mortino in Madagascar 3[12]
- Heartman (Darren Jacobs) in Death Stranding,[13] Death Stranding 2: On the Beach[14]
- Alfredo Linguini in Ratatouille
- Kyoya Suda e Jun Kajiro in Forbidden Siren[15]
- Ramiro Cruz in Total Overdose: A Gunslinger's Tale in Mexico[16]
- Lucas in Knack,[17] Knack II[18]

## Interpretazione di sigle TV
- Ranma ½ (in coppia con Monica Ward)
- Billy the Cat (testo di Fabrizio Mazzotta)
- Inuyasha, "Change the world"
- Jake e i pirati dell'Isola che non c'è (insieme a Luigi Ferraro, con il quale Alto interpreta anche tutti gli altri brani presenti nella serie)

## Programmi televisivi
- Voce fuori campo del programma Sfide
- Attore nella serie Una donna per amico 2 (episodio 3)
- Voce fuori campo del reality Calciatori - Giovani speranze

## Radio
- Voce ufficiale RAM Power 102.7 (dal 2002)
- Voce ufficiale Discoradio

## Pubblicità
- Voce fuori campo in pubblicità della Renault Captur
- Voce fuori campo in pubblicità sulla collezione DVD de Il commissario Montalbano (2017-2018)
- Voce fuori campo nella pubblicità sulla collezione DVD, rimasterizzata, de La piovra
- Voce fuori campo in pubblicità sull'otto per mille alla Chiesa cattolica (2019)
- Voce fuori campo nella pubblicità sulla distribuzione al cinema di Yesterday

## Riconoscimenti
- Gran Galà del Doppiaggio Romics DD, Premio Voce dell'anno maschile – Cinema e TV, 2003[19]
- Acquafestival, edizione 2008, premio Sirenetta d'oro, per la direzione del doppiaggio dei film 300 e Il mistero delle pagine perdute - National Treasure
- La Musa D’Oro 2025 Miglior direzione di doppiaggio Lungometraggi – per Joker: Folie à Deux [20]